# لوژما
لوژما (به لاتین: Luzhma) یک منطقهٔ مسکونی در روسیه است که در استان آرخانگلسک واقع شده‌است.